# Phrurolithus florentinus
Phrurolithus florentinus là một loài nhện trong họ Phrurolithidae.
Loài này thuộc chi Phrurolithus. Phrurolithus florentinus được Lodovico di Caporiacco miêu tả năm 1923.